# Planetary Science Journal
Planetary Science Journal — рецензований науковий журнал з відкритим доступом з астрофізики та астрономії, заснований у 2020 році. Він публікується IOP Publishing від імені Американського астрономічного товариства. Головним редактором журналу є Фейт Вілас.

## Реферування та індексування
Журнал реферується та індексується Inspec та Scopus.